# فهرست کدهای وضعیت HTTP
موارد ذکر شده در زیر، فهرست کدهایِ وضعیتِ قرارداد انتقال ابرمتن (به انگلیسی: Hypertext Transfer Protocol) یا اچ‌تی‌تی‌پی (به انگلیسی: HTTP) است. این کدها شامل کدهای استاندارهای اینترنتی نیروی ضربت مهندسی اینترنت در کنار موارد غیر استاندارد RFC، مشخصات دیگر و تعدادی از کدهای اضافی دیگر است که به‌طور معمول مورد استفاده قرار می‌گیرند. اولین عدد از کد یکی از پنج گروه این وضعیت‌ها را نشان می‌دهد؛ از یک کارگیر HTTP انتظار می‌رود حداقل این پنج گروه را بشناسد. اصطلاحات استفاده شده تماماً نمونه‌های استاندارد هست. تمام کدهای آورده شده بخشی از استاندارد HTTP/1.1 هستند (RFC 2616) مگر اینکه غیر از این ذکر شده باشد.
سیستم مایکروسافت IIS گاهی از زیرمجموعهٔ کدهای اعشاری استفاده می‌کند تا اطلاعات بیشتری در اختیار بگذارد، اما این موارد اینجا لیست نشده‌اند.

## ۱xx پاسخ موقت
این نوع کدها نشان دهندهٔ پاسخی موقت و نیازمند انجام فعالیتی از طرف درخواست‌کننده برای ادامه می‌باشد.
| کد                          | توضیحات |
| --------------------------- | --- |
| ۱۰۰ (ادامه)                 | درخواست‌کننده باید به درخواست خود ادامه دهد. سرور زمانی این کد را نمایش می‌دهد که بخش اول درخواست را دریافت کرده و منتظر بقیهٔ درخواست‌ها می‌باشد. |
| ۱۰۱ (درحال تعویض پروتکل ها) | درخواست‌کننده به سرور درخواست تعویض پروتکل‌ها را داده و سرور در حال تأیید کردن انجام تعویض است.                                                 |
| ۱۰۲ (پردازش درخواست)        | سرور با ارسال کد ۱۰۲ به مرورگر، عملیات درخواستی را پردازش می‌کند.                                                                              |

## 2xx موفقیت آمیز
این کدهای وضعیت نشان دهنده موفقیت سرور در پردازش درخواست می‌باشد.
| کد                     | توضیحات |
| ---------------------- | --- |
| ۲۰۰ (موفقیت آمیز)      | سرور با موفقیت درخواست را محاسبه کرده‌است. و این به این معنی می‌باشد که سرور صفحه درخواست شده را فراهم کرده‌است.                                                                            |
| ۲۰۱ (ساخته شده)        | درخواست موفقیت آمیز بوده و سرور یک منبع جدید ایجاد کرده‌است. |
| ۲۰۲ (پذیرفته شده)      | سرور درخواست را پذیرفته، اما هنوز آن را محاسبه نکرده‌است. |
| ۲۰۳ (اطلاعات نامعتبر)  | سرور با موفقیت درخواست را محاسبه کرده، اما اطلاعاتی را نمایش می‌دهد که ممکن است مربوط به منبع دیگری باشند.                                                                                |
| ۲۰۴ (بدون محتویات)     | سرور با موفقیت درخواست را محاسبه کرده، اما هیچ محتوی ای را نمایش نمی‌دهد. |
| ۲۰۵ (تنظیم مجدد محتوی) | سرور با موفقیت درخواست را محاسبه کرده، اما هیچ محتوی ای را نمایش نمی‌دهد. برخلاف کد ۲۰۴، این کد نیازمند این است که درخواست‌کننده نمای پرونده را تنظیم مجدد کند(برای مثال خالی کردن یک فرم) |
| ۲۰۶ (محتوی جزئی)       | سرور با موفقیت درخواست دریافت جزئی را پردازش کرده‌است. |

## ۳xx تغییر مسیر
از این نوع کدها برای تغییر مسیر استفاده می‌شود.
| کد                             | توضیحات |
| ------------------------------ | --- |
| ۳۰۰ (چندین انتخاب)             | سرور فعالیت‌های آماده‌ای بر اساس درخواست داده شده دارد. سرور ممکن است فعالیتی را بر اساس درخواست‌کننده انتخاب کند یا ممکن است لیستی از فعالیت‌هایی که درخواست‌کننده قادر به انتخاب آن هاست نمایش دهد. |
| ۳۰۱ (انتقال دائم)              | صفحه درخواست شده به‌طور دائم به مکان دیگری منتقل شده‌است. هنگامی که سرور این پاسخ را نمایش می‌دهد به‌طور خودکار درخواست‌کننده را به محل جدید انتقال می‌دهد.                                            |
| ۳۰۲ (انتقال موقتی)             | سرور در حال حاضر پاسخگو به در خواست صفحه‌ای در مکان دیگر می‌باشد، اما درخواست‌کننده باید برای درخواست‌های آینده به استفاده از مکان اصلی ادامه دهد.                                                   |
| ۳۰۳ (به محل دیگری مراجعه کنید) | سرور هنگامی این کد را نمایش می‌دهد که در خواست‌کننده باید درخواست جداگانهٔ دریافت را به محل دیگری برای دریافت پاسخ دهد.                                                                             |
| ۳۰۴ (اصلاح نشده)               | از هنگام آخرین درخواست، صفحهٔ درخواست شده اصلاح نشده‌است. هنگامی که سرور این پاسخ را نمایش می‌دهد، محتوی صفحه نمایش داده نخواهد شد.                                                                 |
| ۳۰۵ (استفاده از پراکسی)        | درخواست‌کننده زمانی می‌تواند به صفحه درخواست شده دسترسی داشته باشد که از پراکسی استفاده کند. |
| ۳۰۶ (تعویض پراکسی)             | این وضعیت همانند حالت کد ۳۰۵ است، با این تفاوت که درخواست مبتنی بر تعویض پراکسی |
| ۳۰۷ (تغییر مسیر موقت)          | این کد مشابه کد ۳۰۲ عمل می‌کند. |

## ۴xx خطای کارخواه
این نوع کدهای وضعیت نشان می‌دهند که احتمالاً خطایی در درخواست رخ داده که باعث جلوگیری سرور از پردازش آن می‌شود.
| کد                                         | توضیحات |
| ------------------------------------------ | --- |
| ۴۰۰ (درخواست ناصحیح)                       | سرور قادر به تشخیص نحو (Syntax) درخواست نمی‌باشد. |
| ۴۰۱ (مجاز نیست)                            | درخواست نیازمند تصدیق می‌باشد. سرور ممکن است این پاسخ را برای لاگین یک صفحه نمایش دهد. |
| ۴۰۳                                        | درخواست معتبر است، اما سرور قادر به انجام عملیات نیست. کاربر ممکن است مجوزهای لازم برای یک منبع را نداشته باشد یا ممکن است نیاز به حساب کاربری خاصی باشد.                                                                  |
| ۴۰۴ (پیدا نشد)                             | سرور قادر به پیدا کردن صفحه درخواست شده نمی‌باشد. برای مثال اگر برای صفحه‌ای که در سرور وجود ندارد درخواست شود، سرور اغلب این کد را نمایش می‌دهد.                                                                             |
| ۴۰۵ (متود مجاز نیست)                       | متود مشخص‌شده در درخواست مجاز نیست. |
| ۴۰۶ (قابل قبول نیست)                       | صفحه درخواست شده قادر به پاسخ گویی به همراه مشخصه‌های محتوی درخواست شده نیست. |
| ۴۰۷ (نیاز به تصدیق پراکسی می‌باشد)          | این کد وضعیت مشابه کد ۴۰۱ می‌باشد؛ اما مشخص می‌کند که درخواست‌کننده برای استفاده از پراکسی نیاز به تصدیق دارد. زمانی که سرور این پاسخ را نمایش می‌دهد، همچنین به معنی پراکسی ای می‌باشد که درخواست‌کننده باید از آن استفاده کند. |
| ۴۰۸ (وقفهٔ درخواست)                         | انتظار سرور برای درخواست به پایان رسیده‌است. |
| ۴۰۹ (ناسازگاری)                            | سرور برای انجام درخواست با ناسازگاری مواجه شده‌است. سرور باید شامل اطلاعاتی راجع به ناسازگاری در درخواست باشد. |
| ۴۱۰ (رفته)                                 | سرور این پاسخ را هنگامی نمایش می‌دهد که منبع درخواست شده به‌طور دائم حذف شده باشد. این کد مشابه کد ۴۰۴ می‌باشد، اما گاهی اوقات به جای کد ۴۰۴، برای منابعی که دیگر وجود ندارند به کار برده می‌شود.                              |
| ۴۱۱ (طول مورد نیاز است)                    | سرور درخواست را بدون طول محتوی فیلد هدر نمی‌پذیرد. |
| ۴۱۲ (پیش شرط با شکست مواجه شده)            | سرور با یکی از پیش شرط‌هایی که درخواست به‌کننده در درخواست قرار داده مواجه نشده‌است. |
| ۴۱۳ (موجودیت درخواست بسیار بزرگ است)       | سرور قادر به پردازش به دلیل بزرگی درخواست برای رسیدگی نیست. |
| ۴۱۴ (یوآرال در خواست شده بسیار طولانی است) | یوآرالِ درخواسته برای پردازش توسط سرور بسیار طولانی است. |
| ۴۱۵ (نوع رسانه پشتیبانی نمی‌شود)            | درخواست به شکلی است که توسط صفحه درخواست‌کننده پشتیبانی نمی‌شود. |
| ۴۱۶ (محدودهٔ درخواست شده رضایت پذیر نیست)   | اگر درخواست برای محدوده‌ای باشد که برای صفحه در دسترس نیست، سرور این کد وضعیت نمایش می‌دهد. |
| ۴۱۷ (انتظار با شکست مواجه شده)             | سرور قادر به مواجه شدن با انتظار فیلد هدر درخواست نمی‌باشد. |
| 429                                        | درخواست زیادی |

## ۵xx خطای سرور
این نوع کدهای وضیعت نشان می‌دهند که سرور با خطای داخلی در هنگام پردازش درخواست مواجه شده‌است. خطاهای ایجاد شده از سرور می‌باشند، نه از درخواست.
| کد                               | توضیحات |
| -------------------------------- | --- |
| ۵۰۰ (خطای داخلی سرور)            | سرور با خطا مواجه شده و قادر به انجام درخواست نمی‌باشد.                                                                           |
| ۵۰۱ (اجرا نشده)                  | سرور قابلیت انجام درخواست را ندارد. برای مثال سرور ممکن است این کد را زمانی نمایش دهد که قادر به شناسایی متود درخواست نباشد.     |
| ۵۰۲ (درگاه خراب)                 | سرور مانند درگاه یا پراکسی عمل کرده و پاسخ اشتباهی از سرور بالا دست دریافت کرده‌است.                                              |
| ۵۰۳ (سرویس در دسترس نیست)        | سرور در حال حاضر در دسترس نمی‌باشد. (به دلیل این که برای تعمیر یا گرانبار شده یا از کار افتاده). به‌طور کل این وضعیت موقتی می‌باشد. |
| ۵۰۴ (وقفهٔ در گاه)                | سرور مانند درگاه یا پراکسی عمل کرده و درخواست به موقع ای از سرور بالا دست دریافت نکرده‌است.                                       |
| ۵۰۵ (نگارش HTTP پشتیبانی نمی‌شود) | سرور نگارش پروتکل HTTP موجود در درخواست را پشتیبانی نمی‌کند.                                                                      |